# Karl Schäfer Omnibusreisen
Die Karl Schäfer Omnibusreisen GmbH ist ein regionales Busunternehmen aus Mechernich im Kreis Euskirchen. Sie ist der Betreiber einiger regionaler Buslinien im Bereich Mechernich, welche vorrangig dem örtlichen Schülerverkehr dienen. Das im Jahre 1932 gegründete Unternehmen besitzt heute etwa 50 Mitarbeiter. Mit insgesamt 25 Omnibussen werden täglich etwa 2500 Fahrgäste befördert.

## Linienübersicht

### ÖPNV-Angebot im Raum Mechernich im Jahr 2021
Im Jahr 2021 bedient die Karl Schäfer Omnibusreisen GmbH folgende Buslinien im VRS:
| Linie | Verlauf |
| ----- | --- |
| 826   | MiKE (außer im Schülerverkehr): Kalenberg / (Kall Bf – Keldenich – Dottel) – Kallmuth – Lorbach – Bergheim – (Vollem ← Vussem ← Breitenbenden ←) Mechernich Stiftsweg – Mechernich Bf                             |
| 827   | Zingsheim – Weyer – Dreimühlen – Eiserfey – Vollem – Urfey – Kallmuth – Lorbach – Bergheim – (Holzheim → Harzheim →) Vussem – Breitenbenden – Mechernich Stiftsweg – Mechernich Bf                                |
| 867   | Satzvey – Antweiler – Wachendorf – Lessenich – Rißdorf – Weiler am Berge – Holzheim – Harzheim – (Eiserfey – Vussem – Breitenbenden –) Mechernich Stiftsweg – Mechernich Bf                                       |
| 868   | Satzvey – Obergartzem – Firmenich – (Kommern – Katzvey) / (Schaven – Gehn) – Mechernich Bf → Mechernich Feytal |
| 893   | Kommern – Kommern-Süd – Katzvey – (Burgfey –) Mechernich Stiftsweg → Mechernich Bf (→ Roggendorf → Denrath → Strempt → Mechernich Bf)                                                                             |
| 896   | Berg – Floisdorf – Eicks – Glehn – Hostel – (Denrath – Schützendorf – Lückerath – Roggendorf –) Mechernich Bf → Mechernich Feytal                                                                                 |
| 897   | MiKE (außer im Schülerverkehr): (Roggendorf – Denrath – Wallenthal –) Voißel – Wielspütz – Bergbuir – Bleibuir – Bescheid – Lückerath – Schützendorf – (Denrath –) Strempt – Mechernich Bf – Mechernich Stiftsweg |
| 898   | Wallenthal ← Scheven ← Kalenberg – (Scheven → Wallenthal →) / (→ Strempt → Lückerath) – Denrath – Roggendorf – Mechernich Bf → Mechernich Feytal                                                                  |

### ÖPNV-Angebot im Raum Mechernich im Jahr 2013
Folgende Linien bediente die Karl Schäfer Omnibusreisen GmbH im Jahr 2013:
| Linie | Verlauf |
| ----- | --- |
| 826   | Kall – Dottel – Vussem – Breitenbenden – Kallmuth – Lorbach – Bergheim – Mechernich |
| 827   | Zingsheim – Weyer – Dreimühlen – Eiserfey – Vollem – Urfey – Kallmuth – Lorbach – Bergheim – Vussem – Breitenbenden – Mechernich                                                        |
| 867   | Mechernich – Satzvey – Antweiler – Wachendorf – Lessenich – Rißdorf – Weiler a.B. – Holzheim – Harzheim – Eiserfey – (Vussem – Breitenbenden – Vussem –) Eiserfey – Vollem – Mechernich |
| 868   | Satzvey – Lichtenberg – Obergartzem – Firmenich – Schaven – (Gehn –) Kommern – Katzvey – (Gehn –) Mechernich                                                                            |
| 893   | Kommern – Kommern Süd – Katzvey – Mechernich – Strempt – Denrath – Roggendorf – Mechernich                                                                                              |
| 894   | Mechernich Bf – Kommern Freilichtmuseum (Museumsbus) |
| 896   | Berg – Floisdorf – Eicks – Glehn – Hostel – Denrath – Schützendorf – Lückerath – Roggendorf – Mechernich                                                                                |
| 897   | (Roggendorf – Denrath –) Voißel – Wielspütz – Bergbuir – Bleibuir – Bescheid – Lückerath – Schützendorf – Strempt – Mechernich                                                          |
| 898   | Wallenthal – Scheven – Kallmuth – Kalenberg – Lückerath – Denrath – Strempt – Roggendorf – Mechernich                                                                                   |
| 899   | Weyer – Bergheim – Lorbach – Kallmuth – Kalenberg – Lückerath – Schützendorf – Strempt – Hostel – Glehn – Gehn – Satzvey                                                                |

## Geschäftsbereich Schäfer Reisen

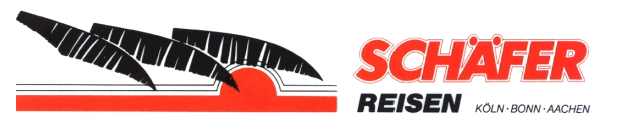
Historisches Logo Schäfer Reisen

Der Bereich „Busreisen“ tritt unter dem Namen Schäfer Reisen auf. Neben gewöhnlichem Reiseverkehr für Gruppen und Einzelreisende werden Busse auch zur individuellen Vermietung angeboten.
Bis 2015 wurden auch Nostalgiefahrten mit einem historischen Mercedes-Benz O 3500 aus den 1950er-Jahren durchgeführt.